# مود تورنر غوردون
مود تورنر غوردون (بالإنجليزية: Maude Turner Gordon)‏ هي ممثلة أمريكية، ولدت في 10 نوفمبر 1868 في الولايات المتحدة، وتوفيت في 12 يناير 1940 بلوس أنجلوس في الولايات المتحدة.

## أعمال

### أفلام
- (1929) السيدة تشيني
- (1934) مشية المغازلة
- (1935) العيش في مخمل

## وصلات خارجية
- مود تورنر غوردون على موقع IMDb (الإنجليزية)
- مود تورنر غوردون على موقع قاعدة بيانات برودواي على الإنترنت (الإنجليزية)
- مود تورنر غوردون على موقع قاعدة بيانات الفيلم (الإنجليزية)